# Paula Andrea Pérez García
Paula Andrea Pérez García (* 10. Januar 1996 in Barranquilla) ist eine ehemalige kolumbianische Tennisspielerin.

## Karriere
Pérez García begann mit sieben Jahren das Tennisspielen und bevorzugt Hartplätze. Sie spielte vorrangig Turniere der ITF Women’s World Tennis Tour, wo sie vier Titel im Doppel gewinnen konnte.
Ihr erstes Turnier auf der WTA Tour bestritt sie zusammen mit ihrer Schwester María Paulina, als sie für das Hauptfeld im Doppel der XXI Copa Claro Colsanitas eine Wildcard erhielten, wo sie aber bereits in der ersten Runde gegen Alizé Cornet und Pauline Parmentier mit 1:6 und 5:7 verloren.
Pérez García gehörte zur kolumbianischen Fed-Cup-Mannschaft, wo sie in einer Begegnung 2014 ein Doppel bestritt und auch gewann.
Seit Ende 2019 wird Paula Andrea Pérez García nicht mehr in der Weltrangliste geführt.

## Turniersiege

### Doppel
| Nr. | Datum             | Turnier      | Kategorie   | Belag | Partnerin                  | Finalgegnerinnen                      | Ergebnis  |
| --- | ----------------- | ------------ | ----------- | ----- | -------------------------- | ------------------------------------- | --------- |
| 1.  | 7. Dezember 2013  | Barranquilla | ITF $10.000 | Sand  | María Paulina Pérez García | Andrea Koch-Benvenuto Daniella Roldan | 6:1, 6:4  |
| 2.  | 30. August 2014   | Quito        | ITF $10.000 | Sand  | María Paulina Pérez García | Nathaly Kurata Eduarda Piai           | 7:5, 7:64 |
| 3.  | 17. Juni 2017     | Hammamet     | ITF $15.000 | Sand  | María Paulina Pérez García | Nathaly Kurata Eduarda Piai           | 6:3, 6:3  |
| 4.  | 10. November 2018 | Cúcuta       | ITF $15.000 | Sand  | María Paulina Pérez García | Ana Maria Becerra Daniela Carrillo    | 6:1, 6:1  |